# Powiat Bratysława IV
Powiat Bratysława IV (słow. okres Bratislava IV) – słowacka jednostka administracyjna znajdująca się w kraju bratysławskim, obejmująca bratysławskie dzielnice Devín, Devínska Nová Ves, Dúbravka, Karlova Ves, Lamač, Záhorská Bystrica.
Powiat Bratysława IV zajmuje obszar 97 km², jest zamieszkiwany przez około 96 tysięcy mieszkańców.
Od zachodu i południa graniczy z Dunajem i rzeką Morawą, na wschodzie z powiatami Bratysława I i Bratysława III, na północy z powiatem Malacky.